# Mediimorda bipunctata
Mediimorda bipunctata es una especie de coleóptero de la familia Mordellidae.

## Distribución geográfica
Habita en el sur de Europa.